# Coronat (moneda)
El coronat era el nom que rebien diverses monedes on el rei duu una corona, com els rals provençals d'Alfons I, els barcelonins i valencians de Jaume I o les blanques de billó de Joan I i de Martí I.

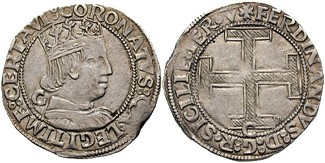
Coronat del 1452, de Ferran el Catòlic
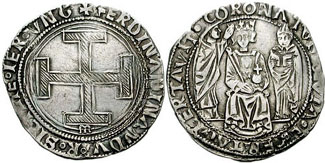
Coronat del 1462, de Ferran el Catòlic
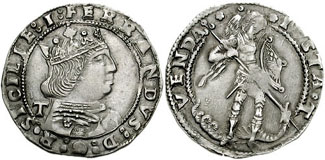
Coronat del 1488, de Ferran el Catòlic